# Gert Peter de Gunst
Gert Peter de Gunst (23 november 1968) is een Nederlands voormalig profvoetballer die onder contract heeft gestaan bij PEC Zwolle en opvolger FC Zwolle dat uitkwam in de Eredivisie en Eerste divisie. Nadien won hij met zijn jeugdclub Be Quick '28 de Zaterdag Hoofdklasse C. Voor verschillende nationale jeugdselecties speelde hij 14 interlands.
Vanaf 11 maart 2012 was hij assistent trainer bij PEC Zwolle. Hiervoor was hij trainer van PEC Zwolle A1. Naast zijn werk als assistent, traint hij ook de beloften van PEC Zwolle.
Nadat hij besloot te stoppen met zijn werk als assistent-trainer om ergens anders als hoofdtrainer aan de slag te gaan vond hij in Tweededivisionist V.V. IJsselmeervogels op 12 oktober 2021 zijn nieuwe werkgever. Hij volgde de opgestapte Berry Smit op. In november 2022 werd hij ontslagen. In januari 2023 werd hij assistent van Dennis van der Ree bij FC Groningen.

## Carrièrestatistieken
| Seizoen         | Club            | Competitie      | Competitie | Competitie | Beker | Beker | Overig | Overig | Totaal | Totaal |
| Seizoen         | Club            | Competitie      | Wed.       | Dlp.       | Wed.  | Dlp.  | Wed.   | Dlp.   | Wed.   | Dlp.   |
| --------------- | --------------- | --------------- | ---------- | ---------- | ----- | ----- | ------ | ------ | ------ | ------ |
| 1987/88         | PEC Zwolle '82  | Eredivisie      | 2          | 0          | –     | 0     | 0      | 0      | 2      | 0      |
| 1988/89         | PEC Zwolle '82  | Eredivisie      | 8          | 1          | –     | 0     | 0      | 0      | 8      | 1      |
| 1989/90         | PEC Zwolle '82  | Eerste divisie  | 27         | 0          | –     | 1     | 0      | 0      | 27     | 1      |
| 1990/91         | FC Zwolle       | Eerste divisie  | 0          | 0          | –     | 0     | 0      | 0      | 0      | 0      |
| Carrière totaal | Carrière totaal | Carrière totaal | 37         | 1          | –     | 1     | 0      | 0      | 37     | 2      |

## Interlandcarrière

### Nederland onder 19
Op 17 september 1986 debuteerde De Gunst voor Nederland –19 in een vriendschappelijke wedstrijd tegen Oost-Duitsland –19 (1 – 2).
| Interlands van Gert Peter de Gunst | Interlands van Gert Peter de Gunst | Interlands van Gert Peter de Gunst         | Interlands van Gert Peter de Gunst | Interlands van Gert Peter de Gunst | Interlands van Gert Peter de Gunst |
| №                                  | Datum                              | Wedstrijd                                  | Uitslag                            | Soort wedstrijd                    | Doelpunten                         |
| Als speler bij PEC Zwolle '82      | Als speler bij PEC Zwolle '82      | Als speler bij PEC Zwolle '82              | Als speler bij PEC Zwolle '82      | Als speler bij PEC Zwolle '82      | Als speler bij PEC Zwolle '82      |
| ---------------------------------- | ---------------------------------- | ------------------------------------------ | ---------------------------------- | ---------------------------------- | ---------------------------------- |
| 1.                                 | 17 september 1986                  | Nederland – Duitse Democratische Republiek | 1 – 2                              | Vriendschappelijk                  | 0                                  |
| 2.                                 | 23 september 1986                  | Italië – Nederland                         | 2 – 0                              | Vriendschappelijk                  | 0                                  |
| 3.                                 | 25 september 1986                  | België – Nederland                         | 2 – 1                              | Vriendschappelijk                  | 0                                  |
| 4.                                 | 27 september 1986                  | Nederland – Schotland                      | 1 – 0                              | Vriendschappelijk                  | 0                                  |
| 5.                                 | 11 november 1986                   | Duitsland – Nederland                      | 2 – 1                              | Vriendschappelijk                  | 0                                  |

### Nederland onder 18
Op 27 maart 1986 debuteerde De Gunst voor Nederland –18 in een vriendschappelijke wedstrijd tegen België –18 (4 – 1).
| Interlands van Gert Peter de Gunst | Interlands van Gert Peter de Gunst | Interlands van Gert Peter de Gunst | Interlands van Gert Peter de Gunst | Interlands van Gert Peter de Gunst | Interlands van Gert Peter de Gunst |
| №                                  | Datum                              | Wedstrijd                          | Uitslag                            | Soort wedstrijd                    | Doelpunten                         |
| Als speler bij PEC Zwolle '82      | Als speler bij PEC Zwolle '82      | Als speler bij PEC Zwolle '82      | Als speler bij PEC Zwolle '82      | Als speler bij PEC Zwolle '82      | Als speler bij PEC Zwolle '82      |
| ---------------------------------- | ---------------------------------- | ---------------------------------- | ---------------------------------- | ---------------------------------- | ---------------------------------- |
| 1.                                 | 27 maart 1986                      | België – Nederland                 | 1 – 4                              | Vriendschappelijk                  | 0                                  |
| 2.                                 | 30 maart 1986                      | Portugal – Nederland               | 1 – 2                              | Vriendschappelijk                  | 0                                  |
| 3.                                 | 23 april 1986                      | Zweden – Nederland                 | 0 – 1                              | Vriendschappelijk                  | 0                                  |

### Nederland onder 16
Op 21 maart 1984 debuteerde De Gunst voor Nederland –16 in een vriendschappelijke wedstrijd tegen Frankrijk –16 (1 – 5).
| Interlands van Gert Peter de Gunst | Interlands van Gert Peter de Gunst | Interlands van Gert Peter de Gunst | Interlands van Gert Peter de Gunst | Interlands van Gert Peter de Gunst | Interlands van Gert Peter de Gunst |
| №                                  | Datum                              | Wedstrijd                          | Uitslag                            | Soort wedstrijd                    | Doelpunten                         |
| Als speler bij PEC Zwolle '82      | Als speler bij PEC Zwolle '82      | Als speler bij PEC Zwolle '82      | Als speler bij PEC Zwolle '82      | Als speler bij PEC Zwolle '82      | Als speler bij PEC Zwolle '82      |
| ---------------------------------- | ---------------------------------- | ---------------------------------- | ---------------------------------- | ---------------------------------- | ---------------------------------- |
| 1.                                 | 21 maart 1984                      | Nederland – Frankrijk              | 1 – 5                              | Vriendschappelijk                  | 0                                  |
| 2.                                 | 9 juni 1984                        | Engeland – Nederland               | 4 – 1                              | Vriendschappelijk                  | 0                                  |

## Erelijst

### MetPEC Zwolle
| Competitie           | Winnaar | Winnaar | Runner-up | Runner-up |
| Competitie           | Aantal  | Jaren   | Aantal    | Jaren     |
| -------------------- | ------- | ------- | --------- | --------- |
| Nationaal            |         |         |           |           |
| KNVB Beker           | 1x      | 2013/14 | 1x        | 2014/15   |
| Johan Cruijff Schaal | 1x      | 2014    |           |           |